# ميجا درايف
ميغا درايف (بالإنجليزية: Mega Drive ؛ باليابانية: メガドライブ، ميگا درايبو) هو نظام ألعاب فيديو من الجيل الرابع (16- بت) أطلقته سيچا في اليابان في 29 أكتوبر 1988، ثم بيع أوروبا في 30 نوفمبر 1990، ثم في بقية أنحاء العالم. صدر الجهاز في الولايات المتحدة الأمريكية في 14 أغسطس 1989 باسم سيجا جينسيس (بالإنجليزية: Sega Genesis)‏، حينما لم تتمكن سيگا بإطلاق الجهاز هناك باسم ميگا درايف بسبب بعض الحقوق القانونية. كان منافساً لنظام نينتندو في ذلك الوقت وهو الـسوبر نينتندو. يعد الجهاز من أنجح أجهزة سيگا. وحدة المعالجة المركزية له تسمى موتورولا 68000 ذات الـ 16 بت. ألعابه أتت على شكل خرطوشات، وأيضاً على شكل أقراص مضغوطة (بالنسبة لـسيجا سي دي). تم بيع 39.70 مليون وحدة من ميگا درايف/جينيسيس حول العالم، وكانت لعبة القنفذ سونيك (Sonic the Hedgehog) الأكثر بيعاً. سبق الجهاز من سيجا ماستر سيستم، وتلاه سيجا ساترن.

## تاريخ صدور جهاز ميجا درايف
توفر البيع في الأسواق كل من :
نزلت في الأسواق اليابانية بتاريخ 29 أكتوبر 1988م
نزلت في الأسواق الأميركية بتاريخ 14 أغسطس 1989م
نزلت في الأسواق الأوروبية بتاريخ 30 نوفمبر 1990م
اللعبة الأكثر رواجاً في العالم القنفذ سونيك 2.

## تاريخ الإنشاء
سيجا ميجا درايف
تنطق باليابانية (メガドライブ ,Mega Doraibu?)
تنطق باللغة الإنجليزية Mega Drive
كمبيوتر ميجا درايف، هي كمبيوتر يابانى للألعاب الترفيهية صدرت في الأسواق باليابان سنة 1988م، وتلتها الولايات المتحدة بعام، وتلتها أوروبا بعام آخر، بدأتها اليابان وأصدرت آخر مرة للبرازيل سنة 2002.
لعبة ميجا درايف كان لوحة المفاتيح للكمبيوتر الأكثر نجاحاً وشهرة في العالم إذ بلغ 39.70 مليون للجهاز الواحد، والعديد من الألعاب ما زالت شعبية حتى ذلك اليوم رغم أنها قديمة، وخاصة عندما عرضت المواقع الإلكترونية لتحميل البرنامج المجانى الأكثر انتشاراً، مثل جهاز إكس بوكس.
في الثمانينيات كان شركة نينتيندو الأكثر انتشاراً بدءاً من أوائل الثمانينيات حتى بداية التسعينيات، وبدأت شركة سيجا تعمل بنظام سيجا ماستر سيستم، وهي لعبة الأولى في اليابان، وكان اللعبة فقط على يد التحكم أمامه الشاشة، ورغم ذلك لم تنجح شركة سيجا في الانتشار سريعاً في الأسواق يعود لاهتمامهم لشركة نينتيندو، ولما بدؤا بإنتاج ميجا درايف 16-بت، نجح تدريجياً حتى وصلت لأواخر للتسعينيات، حينما أزداد الشعبية لشراء جهاز ميجا درايف.

## ألعاب صدرت في اليابان
صدرت العديد من الألعاب في اليابان، وتكون غالبيتها الإثارة والرياضة والحرب والحب، دون التدخل في السياسة ونذكر منها:
- أليكس كيدز إن ذا إنشنتيد كاسل

تاريخ إصدار اللعبة:
في اليابان صدرت سنة 1988م النسخة الخاصة باللغة اليابانية.
في الولايات المتحدة صدرت اللعبة سنة 1989م النسخة الأمريكية.
في كوريا الجنوبية صدرت اللعبة سنة 1989 النسخة الخاصة للكورية.
قصة اللعبة
لعبة الأكثر شعبية في اليابان والعالم بوجود فتى يدعى إليكس، وكان هدفه جمع النقود الذهبية والوصول إلى القلعة، من أجل أن يرى والده، وتظهر في إحدى مبارزات من سيكسب الأداة ليستفيد منه البطل، هي لعبة حجر ورق مقص.
شخصيات مع الخصوم في لعبة ورق حجر مقص اليابانى JANKEN
- غوريلا ((JANGORILLA))، دائماً تظهر في كل مرحلة.
- تهانيا ((TAHNYA))، ملكة مصر، تجدها داخل الهرم.
- الــدب ((POOTAROH)) تجده في الغابة.
- السـاحر العجـوز ((BIGSENNIN)) تجده في مرحلة مـا...
- تايتوكو نو كيتسودان

النسخة اليابانية، يمكن أن تحصل على النسخة الأمريكية في أحد المواقع الإلكترونية.
مختصر قصة الحرب
امتد الحرب العالمية الثانية بين اليابان والولايات المتحدة بأربع سنوات، مما أدى إلى استسلام اليابان أمام الجيش الأمريكي بعد القاء القنبلة النووية سنة 1945م.
لعبة إلكترونية عن الحرب
بدأت إنتاج شركة TOEI للوسائل الإعلامية في بداية التسعينيات، وهي لعبة معقدة، حين ذكرت اللعبة أن القصة كانت في المحيط الهادئ، عندما شنت الحرب العالمية الثانية من قبل اليابانيين، واكتفت القصة بعد حادثة بيرل هاربور الأليم، في هذه اللعبة تتحدث فقط عن بداية الحرب بين الجيش اليابانى والجيش الأميركى سنة 1942، قبل أن تخسر اليابان حربها مع الجيش الأميركى، وخيار اللعبة أما أن تنضم مع اليابانيين، أو مع الأميركيين، وكانت اللعبة غاية التعقيد وصعوبة الفهم لأوامر القيادة، حتى مدة اللعبة طويلة.
*Kujaku Ou 2
متوفرة كل من النسخة اليابانية والأميركية
حرب خيالية شن ضد الوحوش في الغابة، أنتجت اللعبة سنة 1989 من قبل شركة سيجا.
- هوكتو نو كين

خاص جداً للغة اليابانية
أنتجت من قبل شركة سيجا من لعبة هوكتو نو كين ((قبضة نجم الشمال))، والقصة في سنة 199X، عندما ضربت القنبلة النووية على كافة مدن العالم، انتشر قطاع الطرق وفرق الموت وسلطة استبدادية، جاء البطل كنيشيرو مجدداً ليقضى على أقوى مجرمى الحرب، ويعود الحياة إلى أهلها.
- إنترناشيونال سوبر ستار سوكر ديلوكس

النسخة الإنجليزية في اليابان
هي لعبة كرة القدم الأكثر شعبية في العالم، أنتجت سنة 1995 من قبل شركة كونامى، وتضم عدداً من المنتخبات العالمية والمنتخبات المتواضعة، وتأتى المنتخب اليابانى دائماً متواجدة في اللعبة بجانب منتخب كوريا الجنوبية والمغرب وتركيا وغيرها، تعرضت هذه اللعبة إلى سرقة حقوق مؤلفها، من قبل البرازيل، حيث تحولت من منتخبات عالمية إلى دوريات برازيلية وأوروبية مثل لعبة Ronaldinho Soccer 98 الخاصة بالنسخة الإسبانية والعاب أخرى بالنسخة البرتغالية وغيرها.
J. League Champion Soccer
الدورى اليابانى متوفرة باللغة اليابانية فقط، وتتحدث عن القصة فيما يتعلق بالكرة اليابانية بكل أشكالها وأنواعها.
- يوربن كلوب سوكر

النسخة الأمريكية للعبة، من إنتاج سيجا في أوائل التسعينيات من القرن الماضى، تتميز بجمال الصورة وتطوير مهارى بدائى، وكان من بين المنتخبات الأفريقية المنتخب المصري والمغربي والجزائرى فقط.
Teenage Mutant Ninja Turtles - The Hyperstone Heist
لعبة السلاحف النينجا متوفرة باللغتين الإنجليزية واليابانية
أنتجت من قبل شركة كونامى سنة 1992
Second Samurai
لعبة الساموراى أنتجت شركة سيجا سنة 1994م، وهي لعبة الأكثر شعبية، وتنتج باللغة الإنجليزية.
Kyuukai Douchuuki Baseball
أنتجت شركة نامكو بين عامى 1991-1992، لعبة خاصة للصغار، واللعبة الأكثر شعبية في اليابان هي لعبة بيسبول.
Streets of Rage
تعمل النسخة الأمريكية واليابانية في آن واحد.
أنتجت اللعبة سنة 1991 من قبل شركة سيجا اليابانية.
تتحدث عن انتشار حركة العصابات في المدينة الأميركية، وظهور 3 أبطال وهم:
الأسود: أدم هانتر وعمره 23 عاماً، يمتاز بمهارة الملاكم.
المرأة: بلايز فيلدنغ وعمرها 21 عاماً، تمتاز بمهارة الكاراتيه.
الأبيض: اليكس ستون عمره 22 سنة، يمتاز بمهارة فنون قتال الصينى.
وكان هدفهم القضاء على زعيم العصابة الإجرامى في الفندق، وتتكون من 8 مراحل، تمتاز اللعبة بالهجوم المفاجئ، وحركات رائعة ورسومات جميلة.
ففى جميع المراحل باستثناء المرحلة الأخيرة بإمكانك تبلغ الأمن للقضاء على الخصوم بطريقة مثيرة.
Shinobi 3 - Return of the Ninja Master
شينوبى 3 عودة سيد النينجا،
أنتجت شركة سيجا سنة 1993، بنسختى اليابانية والإنجليزية.

## النسخة الأمريكية
تنقسم اللعبة الأمريكية إلى عدة أقسام، منها تتعلق بالرياضة كلعبة كرة السلة الوطني ولعبة البيسبول وسباق السيارات ومنها لعبة تتعلق بالسياسة مثل حرب الخليج 1991، حيث كان الجنود الأميركيون يقومون مهمات خاصة للقضاء على الأعداء الذين يملكون مدرعات وصواريخ روسية الصنع، وتسمى الأسلحة السوفيتية، ومنها تتعلق بأسطورة الشعوب، كأسطورة العرب وأمير في بلاد فارس وغيرها الكثير.
True Lies (الألعاب)
أنتجت اللعبة سنة 1994 بشركة سيجا.
تعمل بنظام سيجا ميجا درايف، وأيضاً تعمل بنظام سوبر نينتيندو.
Super Battle Tank - War in the Gulf
أنتجت شركة ABSOLUTE الأميركية سنة 1992م.
حـرب الخليج الثانية سنة 1991، القوات الأمريكية تستعد للتحرير الكويت وحماية المصالح الأمريكية في السعودية من هجوم الأعداء.
Kawasaki Superbike Challenge
سباق للدراجات النارية من شركة كاواساكى اليابانية.
Sonic The Hedgehog
كانت هذه اللعبة ناجحة وصدرت نسخ كثيرة منها 2 Sonic The Hedgehog

## وصلة خارجية
- Mega Drive في أرشيف الإنترنت(أرشفت في  يناير 9, 2007) at Sega Archives (official website by Sega of Japan) (in Japanese)